# Ljudmila Didelewa
Ljudmila Didelewa (belarussisch Людміла Діделева, * 23. Dezember 1976 in Wizebsk) ist eine ehemalige belarussische Skilangläuferin.
Didelewa belegte in der Saison 1993/94 bei den Junioren-Skiweltmeisterschaften 1994 in Breitenwang den 29. Platz über 15 km Freistil und den 26. Rang über 5 km klassisch und bei den Olympischen Winterspielen 1994 in Lillehammer den 45. Platz in der Verfolgung, den 36. Rang über 5 km klassisch und zusammen mit Alena Piirajnen, Svetlana Kamotskaya und Alena Sinkewitsch den 14. Platz in der Staffel. Bei den Junioren-Skiweltmeisterschaften 1995 in Gällivare lief sie auf den 25. Platz über 5 km klassisch und auf den 17. Rang über 15 km Freistil und bei den Junioren-Skiweltmeisterschaften 1996 in Asiago auf den 59. Platz über 15 km Freistil und auf den 37. Rang über 5 km klassisch.